# Parakiefferiella bathophila
Parakiefferiella bathophila är en tvåvingeart som först beskrevs av Jean-Jacques Kieffer 1912.  Parakiefferiella bathophila ingår i släktet Parakiefferiella och familjen fjädermyggor. Arten är reproducerande i Sverige. Inga underarter finns listade i Catalogue of Life.